# Regnum Christi
O Regnum Christi é um movimento de apostolado ao serviço dos homens e da Igreja que compartilha o carisma da congregação dos Legionários de Cristo. Atualmente, conta com 65.000 membros, jovens e adultos, diáconos e sacerdotes, em mais de 30 países.
Em novembro de 2004, a Santa Sé concedeu a aprovação definitiva aos estatutos do Movimento de apostolado Regnum Christi. O texto do decreto explica que a sua finalidade “é a instauração do Reino de Cristo entre os homens pela santificação dos seus membros, no estado e condição de vida ao que Deus lhes chamou, e por uma ação apostólica pessoal e organizada ao serviço da Igreja e dos seus pastores […]. O seu carisma específico é o mesmo da Legião de Cristo e consiste em conhecer, viver e pregar o mandamento do amor, que Jesus Cristo Redentor veio nos trazer pela sua Encarnação”. Deste modo, a identidade e o carisma do Movimento Regnum Christi ficaram confirmados pelo Vigário de Cristo.
“Concretamente isso é o Regnum Christi: um movimento de apostolado, um movimento de evangelização, um movimento no qual cada um dos seus membros quis levar a sério, com responsabilidade, o grande mandato missionário que Jesus Cristo deu a todos os que nos professamos seus seguidores. Nós os Legionários de Cristo, os membros do Regnum Christi, queremos ir por todo o mundo para pregar o evangelho sem ter medo, apoiados no poder onipotente de Deus, na palavra de nosso Senhor Jesus Cristo, que nos disse: ‘Eu estarei convosco até a consumação dos tempos’”
O Regnum Christi promove entre os seus membros um profundo sentido eclesial e missionário. Como organização dinâmica, alenta o espírito de iniciativa neles e lhes lembra a sua responsabilidade, arraigada no batismo, de fazer da fé o motor da sua vida diária no âmbito pessoal, familiar, paroquial, profissional e social.